# Přírodní park Valcha
Valcha je přírodní park v okrese Tachov v Plzeňském kraji. Nachází se v Podčeskoleské pahorkatině jihovýchodně od Stráže. Vyhlášen byl v roce 1980 k ochraně oblasti tvořené nízkými zalesněnými kopci a kulturní zemědělskou krajinou.

## Historie
Chráněné území roku 1980 vyhlásil Okresní národní výbor v Tachově jako oblast klidu. Stejný úřad je v roce 1994 přehlásil jako přírodní park.

## Přírodní poměry
Přírodní park Valcha s rozlohou 14,17 km² se nachází v Podčeskoleské pahorkatině v nadmořské výšce 460–581 metrů. Geologické podloží tvoří středně zrnitá porfyrická žula borského masivu, který je pozdně variského stáří. V geomorfologickém členění Českého lesa park leží převážně v podcelku Chodská pahorkatina a okrsku Hostouňská pahorkatina. Zejména severovýchodní a severozápadní část však zasahuje do podcelku Tachovská brázda a okrsku Bonětická pahorkatina. Severní výběžek Hostouňské pahorkatiny s přírodním parkem je charakteristický výskytem četných tvarů zvětrávání a odnosu horniny. Krajinnými dominantami je čtveřice vrchů tvořících hřbet protažený v severojižním směru: Hamerský vrch (493 metrů), Homolka (509 metrů), Homole (579 metrů) a Pískový vrch (581 metrů).

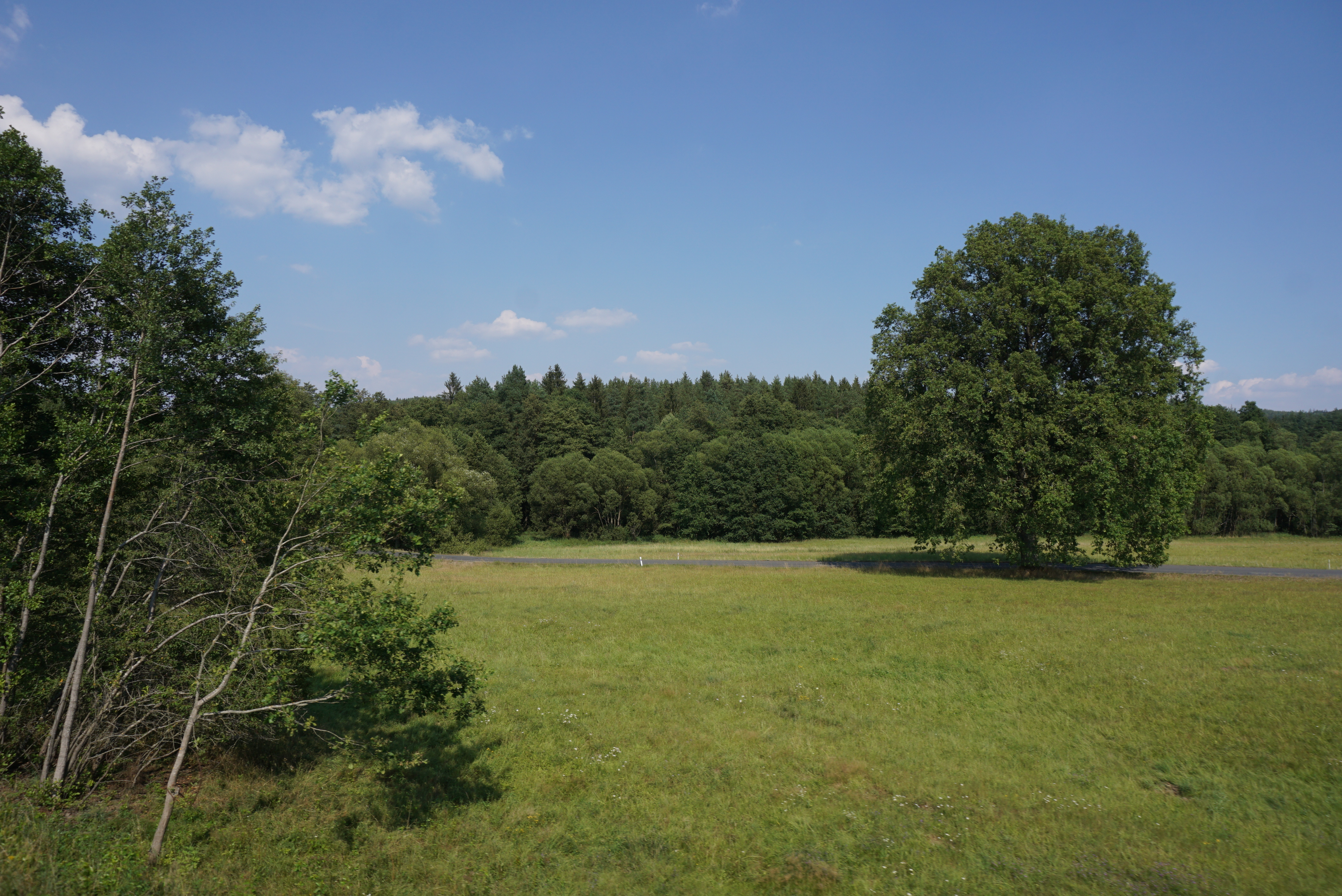
Údolí Čankovského potoka poblíž Lučního rybníka

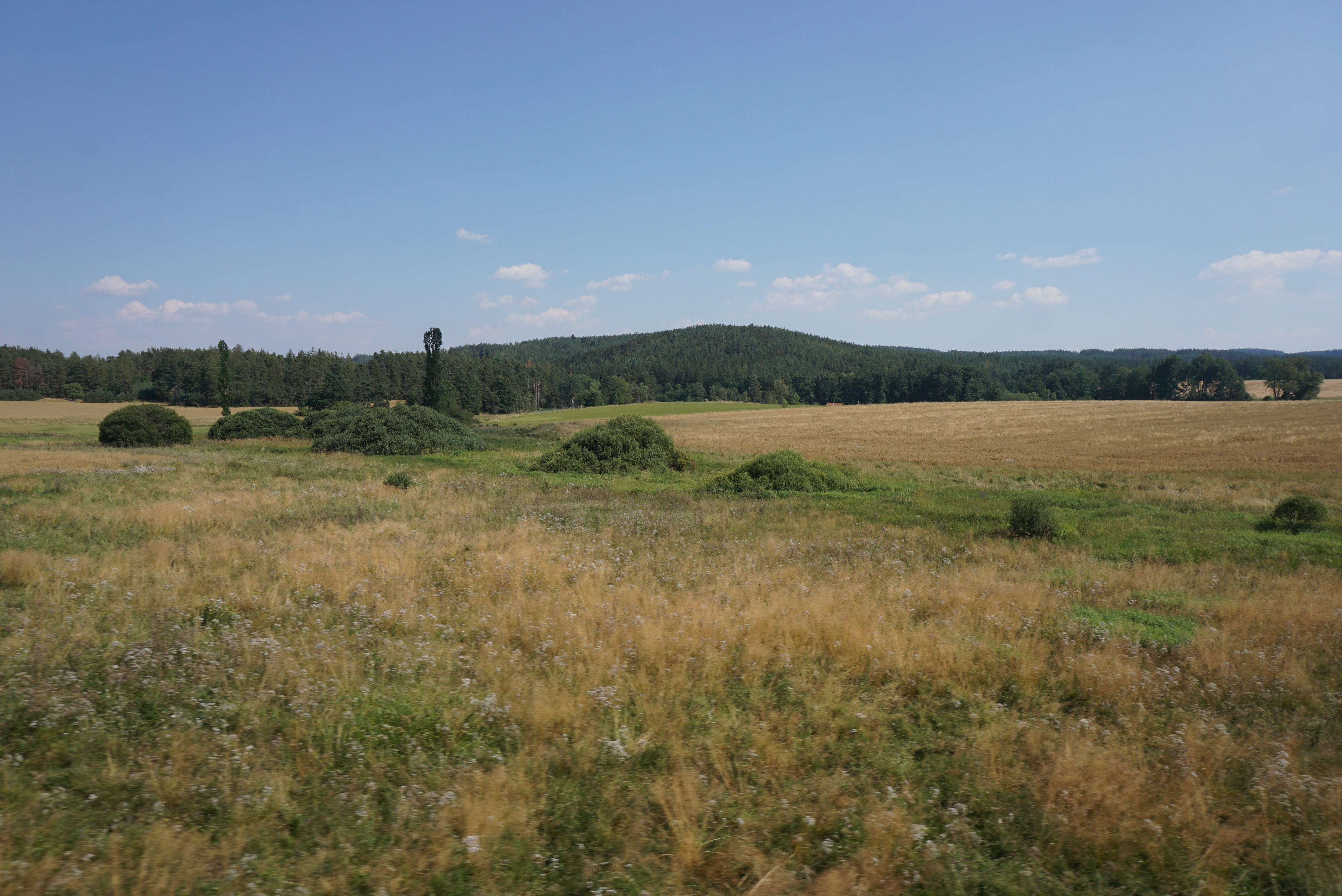
Severozápadní část přírodního parku

Západní část parku odvodňuje Čankovský potok, zatímco vodu z východní strany odvádí Olešná. Oba potoky se vlévají do Úhlavky, a patří tedy k povodí Berounky. Říčka protéká podél severní hranice území a spolu s Čankovským potokem napájí Dlouhý rybník, který je největší vodní plochou v parku.

### Flóra
Jádro parku pokrývají lesy. Původní acidofilní doubravy a reliktní bory byly nahrazeny kulturními porosty, ve kterých však borovice často převažuje, a lesy se tak blíží své původní podobě. Starý borový les je chráněn v přírodní památce Valcha. Na bývalých pastvinách místy roste jalovec obecný (Juniperus communis). Na svahu Homolky se nachází malý lesní mokřad, ve kterém roste ďáblík bahenní (Calla palustris). Z dalších vzácných druhů rostlin se vyskytují vemeník dvoulistý (Platanthera bifolia), kruštík širolistý (Epipactis helleborine), kosatec žlutý (Iris pseudacorus), vachta trojlistá (Menyanthes trifoliata), plavuník zploštělý (Diphasiastrum complanatum) nebo zimostrázek alpský (Polygala chamaebuxus).

### Fauna
Kromě běžných druhů obratlovců na území parku pronikají živočišné druhy vázané na vodní a bažinné prostředí. Vyskytuje se v něm ropucha zelená (Bufo viridis) a blatnice skvrnitá (Pelobates fuscus). V jižních částech parku hnízdili luňák červený (Milvus milvus) a výr velký (Bubo bubo).

## Přístup
Územím přírodního parku vede žlutě značená turistická trasa ze Stráže přes Valchu do Borku. Modře značená trasa vede podél jižní hranice parku z Borku přes Bernartice do Strachovic a dále do přírodního parku Sedmihoří. Zároveň s ní je značena cyklistická trasa č. 37. Ze Stráže do Bonětic vede podél severní hranice parku cyklotrasa č. 2238 a podél západní hranice cyklotrasa č. 2240.